# Daughter of Shanghai
Daughter of Shanghai – amerykański film z 1937 roku w reżyserii Roberta Floreya

## Wyróżnienia
| Rok wpisania | National Film Registry |
| ------------ | --- |
| 2006         | Lista filmów budujących dziedzictwo kulturalne USA utworzona przez National Film Preservation Board i przechowywana w Bibliotece Kongresu Stanów Zjednoczonych |